# Campionati mondiali juniores di sci nordico 2009
I campionati mondiali juniores di sci nordico 2009 si sono svolti dal 1º all'8 febbraio a Štrbské Pleso in Slovacchia e a Praz de Lys - Sommand in Francia. Si sono disputate competizioni nelle diverse specialità dello sci nordico: combinata nordica, salto con gli sci e sci di fondo.
A contendersi i titoli di campioni mondiali juniores sono stati i ragazzi e le ragazze  fino ai vent'anni (nati nel 1989 e più giovani).

## Risultati

### Uomini

#### Combinata nordica

##### Individuale 5km
| Pos. | Atleta               | Nazione  | Tempo   |
| ---- | -------------------- | -------- | ------- |
| 1    | Alessandro Pittin    | Italia   | 13:26,0 |
| 2    | Gudmund Storlien     | Norvegia | 13:30,7 |
| 3    | Fabian Rießle        | Germania | 13:41,4 |
| 4    | Gašper Berlot        | Slovenia | 13:52,8 |
| 5    | Ole Christian Wendel | Norvegia | 13:56,0 |
| 6    | Marjan Jelenko       | Slovenia | 13:57,4 |
| 7    | Yoshito Watabe       | Giappone | 14:05,5 |
| 8    | Aguri Shimizu        | Giappone | 14:08,5 |
| 9    | Carlos Kammerlander  | Austria  | 14:13,0 |
| 10   | Mattia Runggaldier   | Italia   | 14:13,4 |

5 febbraio

Trampolino: MS 1970 HS100

Fondo: 5 km

##### Individuale 10 km
| Pos. | Atleta                     | Nazione   | Tempo   |
| ---- | -------------------------- | --------- | ------- |
| 1    | Alessandro Pittin          | Italia    | 28:31,7 |
| 2    | Johannes Rydzek            | Germania  | 29:37,6 |
| 3    | Ole Christian Wendel       | Norvegia  | 29:52,4 |
| 4    | Fabian Rießle              | Germania  | 30:18,4 |
| 5    | Janis Morweiser            | Germania  | 30:27,0 |
| 6    | Joel Bieri                 | Svizzera  | 30:35,0 |
| 7    | Gudmund Storlien           | Norvegia  | 30:38,4 |
| 8    | Wilfried Cailleau          | Francia   | 30:40,0 |
| 9    | Lukáš Havránek             | Rep. Ceca | 30:43,1 |
| 10   | Truls Sønstehagen Johansen | Norvegia  | 30:48,5 |

8 febbraio

Trampolino: MS 1970 HS100

Fondo: 10 km

##### Gara a squadre
| Pos. | Nazione     | Atleti                                                                            | Tempo   |
| ---- | ----------- | --------------------------------------------------------------------------------- | ------- |
| 1    | Norvegia    | Thorbjørn Brandt Ole Christian Wendel Gudmund Storlien Truls Sønstehagen Johansen | 53:17,3 |
| 2    | Francia     | Geoffrey Lafarge Wilfried Cailleau Samuel Guy Nicolas Martin                      | 54:16,8 |
| 3    | Germania    | Fabian Rießle Michael Dünkel Wolfgang Bösl Johannes Rydzek                        | 54:49,2 |
| 4    | Austria     | Carlos Kammerlander Dominik Dier Johannes Weiss Thomas Egger-Riedmüller           | 55:05,5 |
| 5    | Italia      | Alessandro Pittin Mattia Runggaldier Felix Peselj Armin Bauer                     | 55:15,5 |
| 6    | Rep. Ceca   | Lukáš Havránek Tomáš Matura Lukáš Jančík Lukáš Rypl                               | 55:49,1 |
| 7    | Polonia     | Adam Cieślar Paweł Słowiok Andrzej Zarycki Artur Broda                            | 56:38,3 |
| 8    | Giappone    | Hiroo Sasaki Junshirō Kobayashi guri Shimizu Yoshito Watabe                       | 56:55,6 |
| 9    | Stati Uniti | Nick Hendrickson Brett Denney Taylor Fletcher Colin Delaney                       | 57:12,7 |
| 10   | Finlandia   | Jim Härtull Lauri Asikainen Mikael Kuhlberg Joakim Lehto                          | 57:19,8 |

7 febbraio

Trampolino: MS 1970 HS100

Fondo: 4x5 km

#### Salto con gli sci

##### Trampolino normale
| Pos. | Atleta            | Nazione   | Punti |
| ---- | ----------------- | --------- | ----- |
| 1    | Lukas Müller      | Austria   | 253,0 |
| 2    | Maciej Kot        | Polonia   | 249,0 |
| 3    | Ville Larinto     | Finlandia | 246,0 |
| 4    | Pascal Bodmer     | Germania  | 244,5 |
| 5    | Čestmír Kožíšek   | Rep. Ceca | 239,5 |
| 6    | Peter Prevc       | Slovenia  | 239,0 |
| 7    | Michael Hayböck   | Austria   | 238,0 |
| 8    | Roberto Dellasega | Italia    | 236,0 |
| 9    | Danny Queck       | Germania  | 235,5 |
| 10   | Andre Fredheim    | Norvegia  | 234,0 |

5 febbraio

Trampolino: MS 1970 HS100

##### Gara a squadre
| Pos. | Atleta      | Nazione                                                               | Punti |
| ---- | ----------- | --------------------------------------------------------------------- | ----- |
| 1    | Austria     | Michael Hayböck Florian Schabereiter Lukas Müller Thomas Thurnbichler | 981,5 |
| 2    | Germania    | Felix Schoft Tobias Bogner Danny Queck Pascal Bodmer                  | 978,5 |
| 3    | Polonia     | Maciej Kot Jakub Kot Grzegorz Miętus Andrzej Zapotoczny               | 937,0 |
| 4    | Norvegia    | Kenneth Gangnes Andre Fredheim Robert Johansson Eirik Kjelstrup       | 946,0 |
| 5    | Slovenia    | Žiga Mandl Peter Prevc Matic Kramaršič Andraž Pograjc                 | 911,0 |
| 6    | Giappone    | Kenshirō Itō Shō Suzuki Hiroaki Watanabe Kento Sakuyama               | 899,0 |
| 7    | Italia      | Roberto Dellasega Alessio De Crignis Diego Dellasega Michael Lunardi  | 897,0 |
| 8    | Rep. Ceca   | Čestmír Kožíšek Jiří Mazoch Robert Kubáň Hubert Bláha                 | 873,5 |
| 9    | Finlandia   | Ville Larinto Mika Kauhanen Sami Niemi Sami Heiskanen                 | 419,5 |
| 10   | Stati Uniti | Michael Glasder Anders Johnson Chris Lamb Nicholas Fairall            | 401,5 |

6 febbraio

Trampolino: MS 1970 HS100

#### Sci di fondo

##### Sprint
| Pos. | Atleta               | Nazione  |
| ---- | -------------------- | -------- |
| 1    | Aleksandr Panžinskij | Russia   |
| 2    | Timo André Bakken    | Norvegia |
| 3    | Kōhei Shimizu        | Giappone |
| 4    | Ånund Lid Byggland   | Norvegia |
| 5    | Calle Halfvarsson    | Svezia   |
| 6    | Tim Tscharnke        | Germania |
| 7    | Aleksej Morjakov     | Russia   |
| 8    | Julien Nury          | Canada   |
| 9    | Tomas Northug        | Norvegia |
| 10   | Mattia Pellegrin     | Italia   |

1º febbraio

Tecnica classica

##### 10 km
| Pos. | Atleta               | Nazione     | Tempo   |
| ---- | -------------------- | ----------- | ------- |
| 1    | Pëtr Sedov           | Russia      | 23:53,6 |
| 2    | Andrej Kal'sin       | Russia      | 24:26,2 |
| 3    | Pavel Vikulin        | Russia      | 24:33,3 |
| 4    | Raul' Šakirzjanov    | Russia      | 24:43,4 |
| 5    | Thomas Bing          | Germania    | 24:45,5 |
| 6    | Hans Christer Holund | Norvegia    | 24:56,9 |
| 7    | Tim Tscharnke        | Germania    | 29:59,3 |
| 8    | Finn Hågen Krogh     | Norvegia    | 25:00,1 |
| 9    | Andrew Musgrave      | Regno Unito | 25:00,3 |
| 10   | Tomas Northug        | Norvegia    | 25:11,5 |

5 febbraio

Tecnica libera

##### Skiathlon
| Pos. | Atleta                  | Nazione  | Tempo   |
| ---- | ----------------------- | -------- | ------- |
| 1    | Pëtr Sedov              | Russia   | 52:54,1 |
| 2    | Raul' Šakirzjanov       | Russia   | 53:42,5 |
| 3    | Hans Christer Holund    | Norvegia | 53:43,5 |
| 4    | Tim Tscharnke           | Germania | 53:44,5 |
| 5    | Hannes Dotzler          | Germania | 54:01,0 |
| 6    | Øyvind Ytterhus Utengen | Norvegia | 54:04,3 |
| 7    | Calle Halfvarsson       | Svezia   | 54:06,9 |
| 8    | Mattia Pellegrin        | Italia   | 54:22,4 |
| 9    | Akira Lenting           | Giappone | 54:30,1 |
| 10   | Hiroto Kondoh           | Giappone | 54:42,8 |

3 febbraio

10 km tecnica classica - 10 km tecnica libera

##### Staffetta 4x5 km
| Pos. | Nazione   | Atleti                                                                      | Tempo   |
| ---- | --------- | --------------------------------------------------------------------------- | ------- |
| 1    | Russia    | Raul' Šakirzjanov Pëtr Sedov Pavel Vikulin Andrej Kal'sin                   | 54:05,1 |
| 2    | Germania  | Thomas Wick Hannes Dotzler Thomas Bing Tim Tscharnke                        | 55:13,6 |
| 3    | Norvegia  | Øyvind Ytterhus Utengen Hans Christer Holund Finn Hågen Krogh Tomas Northug | 55:20,6 |
| 4    | Italia    | Stefano Gardener Mattia Pellegrin Enrico Nizzi Federico Pellegrino          | 55:24,8 |
| 5    | Giappone  | Kōhei Shimizu Akira Lenting Kyohsuke Ogata Hiroto Kondoh                    | 55:26,4 |
| 6    | Estonia   | Karel Tammjärv Raido Ränkel Dmitri Reinmets Rauno Avel                      | 56:33,1 |
| 7    | Finlandia | Juho Mikkonen Heikki Korpela Perttu Hyvärinen Tuomas Parhiala               | 56:40,1 |
| 8    | Svezia    | Johan Eriksson Fredrik Jonsson Martin Liljemark Calle Halfvarsson           | 56:46,8 |
| 9    | Canada    | Graeme Killick Jesse Cockney Ghislain De Laplante David Greer               | 57:05,9 |
| 10   | Svizzera  | Jovian Hediger Ueli Schnider Jonas Baumann Roman Furger                     | 57:06,5 |

6 febbraio

### Donne

#### Salto con gli sci

##### Trampolino normale
| Pos. | Atleta                     | Nazione     | Punti |
| ---- | -------------------------- | ----------- | ----- |
| 1    | Magdalena Schnurr          | Germania    | 242,0 |
| 2    | Anna Häfele                | Germania    | 241,5 |
| 3    | Coline Mattel              | Francia     | 236,0 |
| 4    | Nata De Leeuw              | Canada      | 233,0 |
| 5    | Jacqueline Seifriedsberger | Austria     | 231,0 |
| 6    | Ramona Straub              | Germania    | 227,5 |
| 7    | Ayuka Takeda               | Giappone    | 224,0 |
| 8    | Evelyn Insam               | Italia      | 223,5 |
| 8    | Abby Hughes                | Stati Uniti | 223,5 |
| 10   | Yūki Itō                   | Giappone    | 223,0 |

6 febbraio

Trampolino: MS 1970 HS100

#### Sci di fondo

##### Sprint
| Pos. | Atleta                    | Nazione   |
| ---- | ------------------------- | --------- |
| 1    | Ingvild Flugstad Østberg  | Norvegia  |
| 2    | Hanna Erikson             | Svezia    |
| 3    | Maiken Caspersen Falla    | Norvegia  |
| 4    | Marthe Kristoffersen      | Norvegia  |
| 5    | Hanna Falk                | Svezia    |
| 6    | Krista Pärmäkoski         | Finlandia |
| 7    | Marthe-Astrid Buttingsrud | Norvegia  |
| 8    | Lucia Anger               | Germania  |
| 9    | Polina Medvedeva          | Russia    |
| 10   | Evgenija Tichova          | Russia    |

1º febbraio

Tecnica classica

##### 5 km
| Pos. | Atleta                   | Nazione   | Tempo   |
| ---- | ------------------------ | --------- | ------- |
| 1    | Ingvild Flugstad Østberg | Norvegia  | 13:44,4 |
| 2    | Lisa Larsen              | Svezia    | 13:48,1 |
| 3    | Hilde Lauvhaug           | Norvegia  | 13:50,5 |
| 4    | Krista Pärmäkoski        | Finlandia | 13:53,6 |
| 5    | Hanna Erikson            | Svezia    | 14:03,3 |
| 6    | Lucia Anger              | Germania  | 14:19,8 |
| 7    | Michiko Kashiwabara      | Giappone  | 14:20,1 |
| 8    | Tuva Toftdahl Staver     | Norvegia  | 14:27,3 |
| 9    | Polina Medvedeva         | Russia    | 14:27,4 |
| 10   | Debora Agreiter          | Italia    | 14:30,4 |

5 febbraio

Tecnica libera

##### Skiathlon
| Pos. | Atleta                   | Nazione    | Tempo   |
| ---- | ------------------------ | ---------- | ------- |
| 1    | Ingvild Flugstad Østberg | Norvegia   | 31:57,1 |
| 2    | Krista Pärmäkoski        | Finlandia  | 32:21,5 |
| 3    | Hanna Erikson            | Svezia     | 32:37,5 |
| 4    | Hilde Lauvhaug           | Norvegia   | 32:49,2 |
| 5    | Maiken Caspersen Falla   | Norvegia   | 33:22,8 |
| 6    | Lucia Anger              | Germania   | 33:23,2 |
| 7    | Marina Matrosova         | Kazakistan | 33:27,7 |
| 8    | Emma Wikén               | Svezia     | 33:35,6 |
| 9    | Lisa Larsen              | Svezia     | 33:38,3 |
| 10   | Ekaterina Semenovych     | Kazakistan | 33:58,1 |

3 febbraio

5 km tecnica classica - 5 km tecnica libera

##### Staffetta 4x5 km
| Pos. | Nazione     | Atleti                                                                              | Tempo   |
| ---- | ----------- | ----------------------------------------------------------------------------------- | ------- |
| 1    | Norvegia    | Maiken Caspersen Falla Marthe Kristoffersen Hilde Lauvhaug Ingvild Flugstad Østberg | 38:22,4 |
| 2    | Svezia      | Hanna Erikson Emma Wikén Lisa Larsen Hanna Falk                                     | 38:52,4 |
| 3    | Germania    | Karolin Wilhelm Lucia Anger Monique Siegel Hanna Kolb                               | 40:00,6 |
| 4    | Russia      | Evgenija Tichova Ėleonora Popova Alevtina Tanygina Polina Medvedeva                 | 40:02,8 |
| 5    | Finlandia   | Johanna Heinänen Krista Pärmäkoski Marjaana Pitkänen Tanja Kauppinen                | 40:02,9 |
| 6    | Kazakistan  | Ekaterina Semenovych Anastasija Slonova Elena Sachnova Marina Matrosova             | 40:28,2 |
| 7    | Stati Uniti | Sophie Caldwell Sadie Bjornsen Adele Espy Jessica Diggins                           | 41:01,7 |
| 8    | Italia      | Lisa Morandini Francesca Di Sopra Debora Agreiter Ilaria Debertolis                 | 41:15,9 |
| 9    | Francia     | Manon Locatelli Marion Buillet Aurore David Célia Aymonier                          | 41:40,9 |
| 10   | Canada      | Janelle Greer Catherine Auclair Laurianne Ouellet Marlis Kromm                      | 42:45,7 |

6 febbraio